# A.S.D. Canottieri Pontedera
La Canottieri Pontedera è una società di canottaggio fondata nel 1978 con sede a Pontedera in prossimità del fiume Arno nel sud del Parco dei Salici.   

## Storia
La società Canottieri di Pontedera nasce vicino alle cateratte dello scolmatore in una struttura alquanto precaria in lamiera dall'impegno di Sergio Marrucci e di Angelo Panichi. Nel tempo stava acquisendo sempre più importanza, quando negli anni '80 la Società fu vandalizzata e data alle fiamme e tutta l'attrezzatura per il canottaggio venne distrutta. Ma, grazie alle donazioni dei privati, al sostegno da parte del comune e alla resilienza dei dirigenti societari, questa riuscì a riavere una nuova sede in prossimità del Ponte alla Navetta e, in seguito ai successi al livello mondiale dei primi anni 2000 dei suoi atleti, fu costruita la sede ufficiale, questa volta nel Parco dei Salici, dove continuò ancora a crescere. Nel 2015 tuttavia Sergio Marrucci, il presidente della Società, venne a mancare e successe alla guida Leonardo Pettinari, che grazie al suo impegno e le sue capacità fece arrivare la Società tra le più importanti d'Italia.  

## Successi internazionali
Dagli anni ‘90 alcuni atleti della Canottieri Pontedera ottennero vari risultati a livello nazionale, tra questi Leonardo Pettinari e Lorenzo Bertini i quali vennero ammessi alla squadra nazionale di canottaggio. Vinsero numerose competizioni europee e mondiali e il loro apice fu alle Olimpiadi. Nello specifico, Leonardo Pettinari ottenne l'argento alle Olimpiadi di Sydney nel due di coppia pesi leggeri e Lorenzo Bertini si aggiudicò il terzo posto nell'edizione seguente delle Olimpiadi di Atene nel quattro senza pesi leggeri.
A partire dal 2020 anche la squadra giovanile ha iniziato a portare risultati a livello nazionale, infatti alcuni atleti sono riusciti ad entrare nella rappresentativa della nazionale italiana under 19 di canottaggio. Negli anni successivi sono stati ottenuti i seguenti successi:  
Nel 2022, 
- Nicola Mancini ottiene un oro e un bronzo nel due di coppia al Memorial d'Aloja[5].
- Francesco Garruccio e Gregorio Menicagli vincono l'oro nell'otto[6] e Alice Pettinari e Isabella Bianchi si aggiudicano il secondo posto nell'otto femminile ai campionati europei[7].
- Ai campionati mondiali riescono a vincere l'argento Nicola Mancini nel quattro con[8] e Alice Pettinari insieme a Isabella Bianchi nella stessa categoria femminile[9].

Nel 2023, 
- Francesco Calvani ottiene due argenti nel quattro senza alla Coupe de la Jeunesse[10].
- Francesco Garruccio vince due ori al Memorial d'Aloja nel due senza[11].
- Ai campionati europei Alice Pettinari ottiene l'oro nel quattro senza[12] e Francesco Garruccio si aggiudica il terzo posto nel due senza[13].
- Ai campionati del mondo Francesco Garruccio vince l'oro nel quattro senza[14].